# Nguyễn Ngọc Diệp
Nguyễn Ngọc Diệp (1 tháng 1 năm 1927 – 31 tháng 7 năm 2020) là một sĩ quan cao cấp của Quân đội nhân dân Việt Nam, hàm Thiếu tướng, nguyên Phó giám đốc về Chính trị, Bí thư Đảng ủy Học viện Quân y.

## Cuộc đời
Nguyễn Ngọc Diệp sinh ngày 1 tháng 1 năm 1927 tại xóm Liêm, làng Tạnh Xá, phường Đông Vệ (nguyên là xã thuộc huyện Đông Sơn, sau thuộc thành phố Thanh Hóa) tỉnh Thanh Hóa. Tháng 9 năm 1945, ông nhập ngũ trở thành Chính trị viên của phân đội, sau đó tham gia Đội vũ trang tuyên truyện Việt–Lào. Đến ngày 19 tháng 10 năm 1946, ông được kết nạp vào Đảng Cộng sản Việt Nam. Từ tháng 4 năm 1948 đến cuối năm 1950, ông là Chính trị viên của Đại đội 57 thuộc Tiểu đoàn 377, Trung đoàn 9 của Liên khu 4. Sau đó ông lần lượt đảm nhiệm Tiểu đoàn phó, Chính trị viên Tiểu đoàn thuộc Trung đoàn 9, Chủ nhiệm Chính trị Trung đoàn 57 thuộc Sư đoàn 304.
Sau 1 năm công tác tại Trường Chỉnh quân Chính trị thuộc Tổng cục chính trị, ông lần lượt đảm nhiệm các vị trí Trợ lý Cục Cán bộ, Phó phòng Tổ chức Kế hoạch, Trưởng phòng Cán bộ dự bị thuộc Cục Cán bộ. Tháng 6 năm 1968, ông trở thành Trưởng phòng Tổ chức Kế hoạch của Cục Cán bộ. Đến 4 tháng sau thì ông được thăng chức làm Phó Cục trưởng Cục Cán bộ và đảm nhiệm vị trí này suốt 10 năm trước khi được điều nhiệm làm Phó cục trưởng Cục Nhà trường thuộc Bộ Tổng Tham mưu. Tháng 2 năm 1979, ông trở thành Chính ủy Sư đoàn 3 của Quân khu 1. Đến tháng 8 năm 1980, ông được điều làm Phó Giám đốc về Chính trị kiêm Bí thư Đảng ủy Đại học Quân y (nay là Học viện Quân y) và đảm nhiệm vị trí này cho đến khi về hưu vào tháng 12 năm 1989.
Ngày 31 tháng 7 năm 2020, ông qua đời tại Bệnh viện Quân y 175, thọ 93 tuổi.

## Khen thưởng
- Huân chương Chiến thắng hạng Nhì;[4]
- Huân chương Quân công hạng Nhì;
- Huân chương Chiến công hạng Nhất, Ba;
- Huân chương Kháng chiến chống Mỹ cứu nước hạng Nhất;
- Huân chương Chiến sĩ vẻ vang hạng Nhất, Nhì, Ba;
- Huy chương Quân kỳ Quyết thắng;
- Huy chương Vì sự nghiệp Giáo dục-Đào tạo;
- Kỷ niệm chương Vì sự nghiệp công tác cán bộ.

## Lịch sử thụ phong quân hàm
| Năm thụ phong | –      | 1985        |
| ------------- | ------ | ----------- |
| Cấp bậc       | Đại tá | Thiếu tướng |